# Liam Trotter
Liam Trotter (Ipswich, 24 agosto 1988) è un ex calciatore inglese, di ruolo centrocampista.

## Carriera
A tutta la stagione 2011-2012 conta 92 presenze in Championship.

## Palmarès

### Club

#### Competizioni giovanili
- FA Youth Cup: 1

Ipswich Town: 2004-2005

#### Competizioni nazionali
- FA Trophy: 1

Bromley: 2021-2022